# Steve Race
Stephen Russell „Steve“ Race OBE (* 1. April 1921 in Lincoln (Lincolnshire); † 22. Juni 2009 in London) war ein britischer Easy-Listening- und Jazzpianist, Arrangeur, Autor, Hörfunk- und Fernsehmoderator.

## Leben
Race verlor schon früh seinen Vater; bereits während seiner Schulzeit trat er bei lokalen Konzerten auf. Mit 16 Jahren besuchte er die Royal Academy of Music, unterbrochen von der Ableistung des Militärdienstes bei der Royal Air Force während des Zweiten Weltkriegs. Er spielte in dieser Zeit bei den RAF Swing Stars und im Bomber Command Dance Orchestra. Nach Kriegsende gehörte er als Pianist verschiedenen Bands in London an und arbeitete außerdem ala Arrangeur für Ted Heath und Judy Garland. Ende der 1940er-Jahre entstanden erste Aufnahmen von Modern Jazz unter eigenem Namen. 1953 fand er eine Anstellung bei der BBC, zunächst im Kinderprogramm Whirligig. Bei Radio Three stellte er dann Jazz-Schallplatten vor. Ab 1955 war er Musikbetreuer bei dem unabhängigen Fernsehsender Associated-Rediffusion, dann fünf Jahre für die Sendung Opportunity Knocks und als musikalischer Leiter von Fernsehserien mit Tony Hancock und Peter Sellers, ab 1960 der Dickie Henderson Show.
Ab Anfang der 1960er-Jahre begann er sich auch als Komponist zu betätigen; er schrieb den Popsong Nicola (1962), für den er den Ivor Novello Award erhielt; sein mit eigener Band für Parlophone eingespieltes Easy Listening-Instrumental The Pied Piper (The Beeje) erreichte 1963 #29 der UK Singles Charts. Er komponierte außerdem zahlreiche Jingles, am bekanntesten der Song Sweet as the moment when the pod went pop für Tiefkühlerbsen der Marke Birds Eye. In den 1960er-Jahren trat er als freischaffender Musiker in Radio- und Fernsehprogrammen auf. Durch einen Herzinfarkt wurde seine Karriere 1965 unterbrochen. Ab 1966 arbeitete er für die BBC-Serie My Music, die bis 1994 auf Radio 4 lief und erfolgreich ins Fernsehen verlagert wurde. Daneben schrieb Race regelmäßig für verschiedene Musikmagazine, wie den New Musical Express, für den er in den 1960ern Frank Sinatra, Jimmy Durante und Judy Garland interviewte. Im Melody Maker äußerte er kritisch über den entstehenden Rock’n’Roll („infantile and often suggestive chanting“) und ab 1975 hatte er fünf Jahre eine Kolumne im The Listener. Neben seiner Autobiographie (Musician at Large, 1979) ist er Autor sechs weiterer Bücher. 1982 wurde er als Freeman of the City of London geehrt, 1992 erhielt er den Order of the British Empire.

## Schriften
- Piano-Style: A Complete Guide for the Modern Dance Band Pianist (1949)
- Musician at Large (1979)
- Steve Race, Nigel Perrin and The King’s Singers: The King’s Singers: A Self Portrait (1980)
- My Music (1980)
- Music Quiz (Weidenfeld, 1983)
- Dear Music Lover (1981)

## Diskographie
- Late Race (The World Record Club, 1965)
- Take One – Dance to the TV Themes  (The World Record Club, 1965), mit Tubby Hayes, Johnny Scott, Stan Roderick
- Steve Race (Studio 2 Stereo, 1966)